# Akiko Ino
Pour les articles homonymes, voir Ino (homonymie).
Akiko Ino (井野 亜季子, Ino Akiko) est une ancienne joueuse japonaise de volley-ball née le 28 septembre 1986 à Tokyo, Edogawa. Elle mesure 1,68 m et jouait au poste de libéro. Elle a totalisé 46 sélections en équipe du Japon. 

## Clubs
| Club                | De        | À         |
| ------------------- | --------- | --------- |
| Hitachi Sawa Rivale | 2005-2006 | 2006-2007 |
| RC Cannes           | 2007-2008 | 2008-2009 |
| NEC Red Rockets     | 2009-2010 | 2011-2012 |
| Azəryol VK          | 2012-2013 | 2013-2014 |

## Palmarès
- Championnat de France (2)
  - Vainqueur : 2008, 2009.
- Coupe de France (2)
  - Vainqueur : 2008, 2009.
- Tournoi de Kurowashiki
  - Finaliste : 2006, 2011.